# 裂頭条虫科
裂頭条虫科（れっとうじょうちゅうか、学名：Diphyllobothriidae）は、条虫綱裂頭条虫目に所属する科の1つ。従来は、擬葉目(Pseudophyllidea)に属したが、分子系統学の発達により2008年に擬葉目が裂頭条虫目と吸溝条虫目(Bothriocephalidea)に分割され、本科は裂頭条虫目に属しせしめられることとなった。
サナダムシによる条虫症は、慢性化した際に初めて栄養失調などの症状が現れるのが一般的であるが、本科の条虫が引き起こす裂頭条虫症は、プレロセルコイドが体内で「孤虫症」という症状を引き起こすことがあり、重篤となることがある。

## 分類
- 裂頭条虫科 DIPHYLLOBOTHRIIDAE
  - アデノセファルス属 Adenocephalus Nybelin, 1931 太平洋裂頭条虫
  - Baylisia Markowski, 1952
  - Baylisiella Markowski, 1952
  - 裂頭条虫属 Diphyllobothrium Cobbold, 1858 日本海裂頭条虫、広節裂頭条虫
  - Flexobothrium Yurakhno, 1989
  - Glandicephalus Fuhrmann, 1921
  - ウドンムシ属 Ligula Bloch, 1782
  - Multiductus Clarke, 1962
  - Plicobothrium Rausch & Margolis, 1969
  - Pyramicocephalus Monticelli, 1890
  - ウオノハラムシ属 Schistocephalus Creplin, 1829
  - スピロメトラ属 Spirometra Faust, Campbell & Kellogg, 1929 マンソン裂頭条虫、アジア裂頭条虫
  - Tetragonoporus Skryabin, 1961